# Klîmivka, Karlivka
Klîmivka (în ucraineană Климівка) este o comună în raionul Karlivka, regiunea Poltava, Ucraina, formată numai din satul de reședință.

## Demografie
Componența lingvistică a comunei Klîmivka
     Ucraineană (94,84%)
     Rusă (3,81%)
     Alte limbi (0,07%)
Conform recensământului din 2001, majoritatea populației comunei Klîmivka era vorbitoare de ucraineană (94,84%), existând în minoritate și vorbitori de rusă (3,81%) și armeană (1,12%).